# Liste de peintures de François Lemoyne
Cette page dresse la liste des peintures de François Lemoyne, peintre français du XVIIIe siècle.

## Liste
| Image | Identification                                                                          | Date                   | Commentaire                                         | Lieu de conservation                                     | N° de catalogue raisonné (Bordeaux, 1984) |
| ----- | --------------------------------------------------------------------------------------- | ---------------------- | --------------------------------------------------- | -------------------------------------------------------- | ----------------------------------------- |
|       |                                                                                         |                        |                                                     |                                                          |                                           |
|       | Josias détruisant les idoles Huile sur toile, 97 x 130 cm                               | 1710-1715              |                                                     | Collection particulière                                  | 1                                         |
|       | Les Lavandières Huile sur toile, 62,5 x 92,5 cm                                         | vers 1710-1718         |                                                     | Collection particulière                                  | 2                                         |
|       | Portrait de Bénigne Comeau Huile sur toile, 116 x 89 cm                                 | 1715                   |                                                     | Caen, musée des Beaux-Arts                               | 3                                         |
|       | Saint Jean Baptiste prêchant dans le désert Huile sur toile, 325 x 212 cm               | 1715                   |                                                     | Nantes, cathédrale Saint-Pierre                          | 4                                         |
|       | L'Adoration des mages Huile sur toile, 99,7 x 81,3 cm                                   | 1716                   |                                                     | Houston, Museum of Fine Arts                             | 5                                         |
|       | La Tentation du Christ au désert Huile sur toile, 160 x 256 cm                          | 1717                   |                                                     | Sens, cathédrale Saint-Etienne                           | 6                                         |
|       | Le Baptême du Christ Huile sur toile, 160 x 256 cm                                      | 1717                   |                                                     | Sens, cathédrale Saint-Etienne                           | 7                                         |
|       | Mission des douze disciples Huile sur toile, 160 x 270 cm                               | 1717                   |                                                     | Sens, cathédrale Saint-Etienne                           | 8                                         |
|       | Le Christ et la Samaritaine Huile sur toile, 160 x 270 cm                               | 1720                   |                                                     | Sens, cathédrale Saint-Etienne                           | 9                                         |
|       | Les Noces de Cana Huile sur toile, 160 x 210 cm                                         | 1717                   |                                                     | Sens, cathédrale Saint-Etienne                           | 10                                        |
|       | Hercule terrassant Cacus (modello) Huile sur toile, 35 x 46,5 cm                        | 1717                   |                                                     | Paris, musée du Louvre                                   | 15                                        |
|       | Hercule terrassant Cacus Huile sur toile, 131 x 170 cm                                  | 1718                   |                                                     | Paris, École nationale supérieure des Beaux-Arts         | 16                                        |
|       | Paysage avec une scène de pêche Huile sur toile, 56 x 86,5 cm                           | vers 1715-1720         |                                                     | Collection particulière                                  | 18                                        |
|       | L'Assomption Huile sur toile, 210 x 125 cm                                              | 1718                   |                                                     | Saint-Julien-Chapteuil, église Saint-Julien              | 20                                        |
|       | Allégorie du Commerce et du Bon gouvernement Huile sur toile, 41 x 76 cm                | 1719                   |                                                     | Paris, musée des Arts décoratifs                         | 21                                        |
|       | Projet de plafond (Le Triomphe de Vénus ?) Huile sur toile, 46 x 65 cm                  | vers 1718-1719         |                                                     | Paris, musée du Louvre                                   | 22                                        |
|       | Saint Paul devant le Proconsul Sergius (modello) Huile sur toile, 91 x 76 cm            | 1719                   |                                                     | Dublin, National Gallery of Scotland                     | (23)                                      |
|       | Léda et le Cygne Huile sur toile, 85 x 85 cm                                            | vers 1720              |                                                     | Collection particulière                                  | 25                                        |
|       | Jacob et Rachel Huile sur toile, 85 x 65 cm                                             | vers 1720-1721         |                                                     | Collection particulière                                  | 27                                        |
|       | Laban cherchant ses idoles Huile sur toile, 72,2 x 97,5 cm                              | vers 1720              |                                                     | Angers, musée des Beaux-Arts                             | 28                                        |
|       | L'Adoration des bergers Huile sur toile, 350 x 180 cm                                   | 1721                   |                                                     | Novalesa, église                                         | 29                                        |
|       | Latone et les Paysans de Lycie Huile sur toile, 78,5 x 96,5 cm                          | 1721                   |                                                     | Portland, Art Museum                                     | 30                                        |
|       | Daphnis devant Chloé endormie Huile sur toile, 58 x 74 cm                               | 1721                   |                                                     | Localisation actuelle inconnue                           | 31                                        |
|       | La Rencontre de Daphnis et Chloé Huile sur toile, 58 x 74 cm                            | 1721                   |                                                     | Localisation actuelle inconnue                           | 32                                        |
|       | Tancrède et Clorinde Huile sur toile, 162,5 x 289,5 cm                                  | 1722                   |                                                     | Besançon, musée des Beaux-Arts et d'Archéologie          | 33                                        |
|       | Junon, Iris et Flore Huile sur toile, 82 x 100 cm                                       | vers 1720-1724         |                                                     | Paris, musée du Louvre                                   | 34                                        |
|       | Le triomphe de Junon Huile sur toile, 92 x 137,5 cm                                     | vers 1720-1724         |                                                     | Collection particulière                                  | 35                                        |
|       | Portrait de femme avec un enfant Huile sur toile, 189 x 139 cm                          | 1722-1724              |                                                     | Localisation actuelle inconnue                           | 36                                        |
|       | Portrait de femme tenant une partition de musique Huile sur toile, 65 x 52 cm           | années 1720            |                                                     | Localisation actuelle inconnue                           | 37                                        |
|       | Le déjeuner de chasse Huile sur toile, 223 x 185 cm                                     | 1723                   |                                                     | Sao Paulo, Museu de Arte                                 | 38                                        |
|       | Putti jouant avec les accoutrements de Diane Huile sur bois, 13,6 x 10,6 cm             | 1721-1724              |                                                     | Collection particulière                                  | 39                                        |
|       | Putti jouant avec les accoutrements de Mars Huile sur bois, 13,6 x 10,8 cm              | 1721-1724              |                                                     | Cambridge, Fogg Art Museum                               | 40                                        |
|       | Autoportrait Huile sur toile, 77,5 x 63,7 cm                                            | 1723-1725              | Attribué                                            | Collection particulière                                  | 43                                        |
|       | Persée et Andromède Huile sur toile, 184 x 151 cm                                       | 1723                   |                                                     | Londres, The Wallace Collection                          | 44                                        |
|       | Cléopâtre Huile sur toile, 103 x 73 cm                                                  | vers 1722-1724         |                                                     | Minneapolis, Institute of Arts                           | 45                                        |
|       | La Transfiguration Huile sur toile, 1400 x 1200 cm                                      | 1723-1724              |                                                     | Paris, église Saint-Thomas-d'Aquin, chapelle Saint-Louis | 46                                        |
|       | Hercule et Omphale Huile sur toile, 184 x 149 cm                                        | 1724                   |                                                     | Paris, musée du Louvre                                   | 47                                        |
|       | Baigneuse Huile sur toile, 149,8 x 111,7 cm                                             | 1724                   | Tableau exposé au Salon de 1725                     | Dallas, Museum of Art                                    | 48                                        |
|       | Baigneuse Huile sur toile, 136,5 x 106 cm                                               | 1724                   |                                                     | Saint-Pétersbourg, musée de l'Ermitage                   | 49                                        |
|       | Aurore et Céphale Huile sur toile, 100 x 94 cm                                          | 1724                   |                                                     | Versailles, Hôtel de Ville                               | 50                                        |
|       | Adam et Ève Huile sur cuivre, 67,5 x 51 cm                                              | vers 1723-1726         |                                                     | Collection particulière                                  | (51)                                      |
|       | Vierge à l'enfant Huile sur toile, 91 x 73 cm                                           | vers 1724-1725         |                                                     | Saint-Pétersbourg, musée de l'Ermitage                   | 52                                        |
|       | L'Enlèvement d'Europe Huile sur toile, 72 x 60 cm                                       | 1725                   |                                                     | Moscou, musée Pouchkine                                  | 53                                        |
|       | Apollon et Daphné (esquisse) Huile sur toile, 33 x 40 cm                                | 1725                   |                                                     | Collection particulière                                  | Non catalogué                             |
|       | Apollon et Daphné Huile sur toile, 63,5 x 92 cm                                         | 1725                   |                                                     | Saint-Pétersbourg, musée de l'Ermitage                   | 54                                        |
|       | Lavandière à la fontaine ou La Proposition amoureuse Huile sur toile, 89 x 116 cm       | 1725-1726              |                                                     | Collection particulière                                  | 55                                        |
|       | Io et Jupiter Huile sur toile, 138 x 196,5 cm                                           | vers 1725              |                                                     | Saint-Pétersbourg, musée de l'Ermitage                   | 56                                        |
|       | Diane et Callisto Huile sur toile, 74,9 x 93,9 cm                                       | 1725-1728              |                                                     | Los Angeles, Los Angeles County Museum of Art            | 60                                        |
|       | Allégorie de la Peinture Huile sur toile, 66,5 x 79,5 cm                                | 1725-1729              |                                                     | Moscou, musée Pouchkine                                  | 61                                        |
|       | Allégorie de la Musique Huile sur toile, 98 x 85,5 cm                                   | 1727-1729              |                                                     | Saint-Pétersbourg, musée de l'Ermitage                   | 62                                        |
|       | Allégorie du Dessin Huile sur toile, 98 x 85,5 cm                                       | 1727-1729              |                                                     | Moscou, musée Pouchkine                                  | 63                                        |
|       | L'Amour oiseleur Huile sur toile, 96 x 128 cm                                           | Milieu des années 1720 |                                                     | Collection particulière                                  | 64                                        |
|       | Saint Jean Baptiste Huile sur toile, 181 x 125 cm                                       | 1726                   |                                                     | Paris, église Saint-Eustache                             | 65                                        |
|       | L'Annonciation (copie ?) Huile sur toile, 310 x 190 cm                                  | 1725-1727              |                                                     | Paris, église Saint-Sulpice                              | 66                                        |
|       | Tête de jeune fille Huile sur toile, 58 x 48 cm                                         | 1726-1727              |                                                     | Épinal, musée départemental d'Art ancien et contemporain | 67                                        |
|       | La Continence de Scipion Huile sur toile, 147 x 207 cm                                  | 1727                   |                                                     | Nancy, musée des Beaux-Arts                              | 68                                        |
|       | Le Vœu de saint Louis Huile sur toile, 230 x 130 cm                                     | 1727                   |                                                     | Versailles, église Saint-Louis                           | 69                                        |
|       | Une Vierge vestale Huile sur toile, 89 x 107,5 cm                                       | vers 1726-1727         |                                                     | Minneapolis, Institute of Arts                           | 70                                        |
|       | Le Sacrifice d'Iphigénie Huile sur toile, 102 x 137 cm                                  | 1728                   |                                                     | Collection particulière                                  | 71                                        |
|       | Narcisse Huile sur toile, 56,5 x 105,5 cm                                               | vers 1725-1728         |                                                     | Paris, musée du Louvre                                   | 72                                        |
|       | Narcisse Huile sur toile, 90,7 x 71,5 cm                                                | 1728                   |                                                     | Hambourg, Kunsthalle                                     | 73                                        |
|       | Narcisse Huile sur toile, 64 x 81 cm                                                    | vers 1728-1730         |                                                     | Lyon, musée des Beaux-Arts                               | 74                                        |
|       | Pygmalion et Galatée Huile sur toile, 212 x 168 cm                                      | 1729                   |                                                     | Tours, musée des Beaux-Arts                              | 75                                        |
|       | Louis XV offrant la paix à l'Europe Huile sur toile, 382 x 235 cm                       | 1729                   |                                                     | Versailles, musée national du château                    | 76                                        |
|       | Vénus et Adonis Huile sur toile, 92 x 73 cm                                             | 1729                   |                                                     | Stockholm, Nationalmuseum                                | 78                                        |
|       | Vénus montrant des flèches à l'Amour ou Le Midi Huile sur toile                         | 1729-1730              |                                                     | Paris, musée Rodin                                       | 81                                        |
|       | Diane revenant de la chasse ou Le Soir Huile sur toile                                  | 1729-1730              |                                                     | Paris, musée Rodin                                       | 82                                        |
|       | Hercule délivrant Hésione Huile sur toile, 86 x 115 cm                                  | 1729-1730              |                                                     | Nancy, musée des Beaux-Arts                              | 85                                        |
|       | L'Assomption (modello) Huile sur toile, 92 x 120 cm                                     | 1730                   |                                                     | Paris, musée du Louvre                                   | 90                                        |
|       | L'Assomption (modello) Huile sur toile, 88,5 x 111 cm                                   | 1730                   |                                                     | Collection particulière                                  | Non catalogué                             |
|       | L'Assomption (ricordo ?) Huile sur toile, 145 x 180 cm                                  | 1731                   |                                                     | Paris, église Saint-Sulpice                              | (90)                                      |
|       | L'Assomption Huile sur enduit, 1385 cm de diamètre                                      | 1731-1732              |                                                     | Paris, église Saint-Sulpice, chapelle de la Vierge       | 91                                        |
|       | Psyché surprenant l'Amour Huile sur toile, 37 x 47 cm                                   | vers 1730-1733         |                                                     | Collection particulière                                  | 93                                        |
|       | L'Amour abandonnant Psyché Huile sur toile, 37 x 47 cm                                  | vers 1730-1733         |                                                     | Collection particulière                                  | 94                                        |
|       | L'Apothéose d'Hercule Huile sur toile, 1850 x 1700 cm                                   | 1732-1736              | Plafond du Salon d'Hercule au château de Versailles | Versailles, musée national du château                    | 95                                        |
|       | Quatre Muses (esquisse) Huile sur papier, 26,5 x 34,5 cm                                | 1730-1732              |                                                     | Brême, Kunsthalle                                        | 96                                        |
|       | Le Temps révélant la Vérité Huile sur toile, 183 x 149 cm                               | 1735-1737              |                                                     | Londres, The Wallace Collection                          | 97                                        |
|       | Louis XV offrant la paix à l'Europe (modello en grisaille) Huile sur toile, 130 x 88 cm | 1737                   |                                                     | Strasbourg, musée des Beaux-Arts                         | 98                                        |
|       | Le Christ guérissant l'aveugle Huile sur toile, 360 x 410 cm                            | 1736-1738              | Tableau terminé par Charles-Joseph Natoire          | Arles, Hôtel de Ville                                    | 99                                        |
|       | Paysage montagneux au bord de la mer avec un pont Huile sur toile, 39,5 x 66,5 cm       | vers 1710-1715         |                                                     | Amiens, musée de Picardie                                | 100                                       |